# サン＝ポル＝ド＝レオン
サン＝ポル＝ド＝レオン （フランス語:Saint-Pol-de-Léon、ブルトン語:Kastell Paol）は、フランス、ブルターニュ地域圏、フィニステール県のコミューン。

## 地名の由来
コミューンの名は、ブルターニュを伝道した伝説的な聖人、ポル・オレリアン（ラテン語名：パウリヌス・アウレリアヌス）（fr）に由来する。聖ポル・オレリアンはバ島を恐ろしいドラゴンから解放したため、伯爵は島と本土の広大な土地を彼に与えた。その土地は、Castel-Paol と呼ばれる要塞（オッピドゥム）の周りにあった。6世紀、町はブルトン語の名 Kastell-Paol を有していた。10世紀の文書によると、町はオシスミイ（fr）の時代には Occismor を名乗り、古代ローマの支配時には Legio と称していた。legio はローマ軍団を意味し、当時の町には古代ローマの軍隊が駐屯していた。その後、町の名は何度か変化し、1296年に Saint Pal en Léon、1405年に Saint Poul en Leon、1451年に Saint Paoul de Léon の名が確認されている。

## 歴史

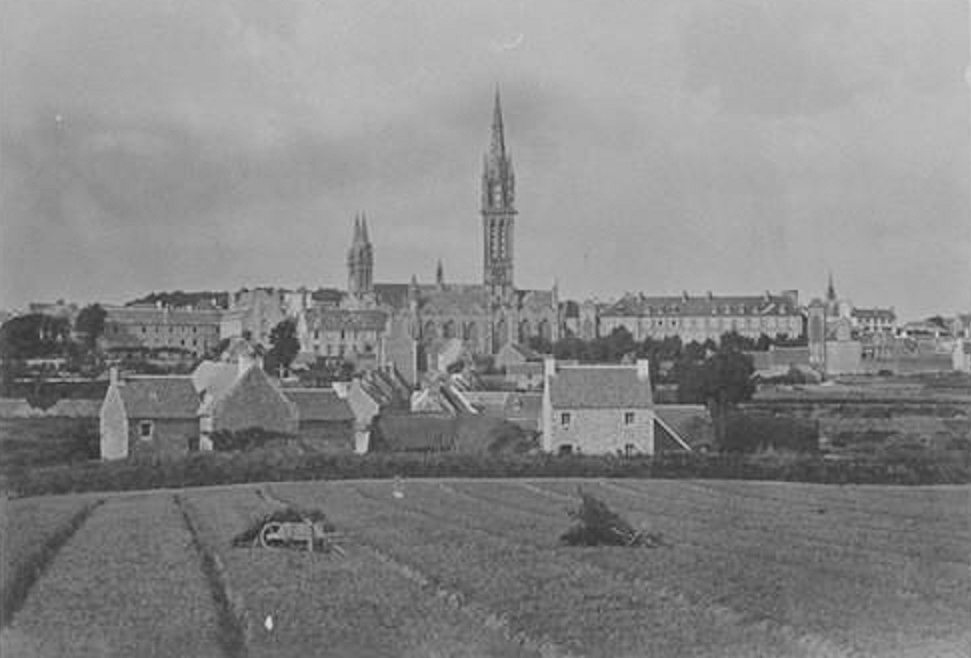
サン＝ポル＝ド＝レオン 1873年

古文書によると、古代のこの場所は要塞で囲まれていた。城塞は、ケルト人の部族オシスミイ（fr）によって占領され、次に Legionenses により支配された。中世後期の聖人伝によると、聖ポル・オレリアン（fr）がイギリスから渡来し、510年にウェサン島に上陸した。その後、サン＝ポル＝ド＝レオンに来た彼は、周辺の地域で福音を説き、フランク人の王キルデベルト1世により、レオン司教区（fr）の最初の司教を命じられた。
司教座のある町の大聖堂のまわりには、Minihi-Paol と呼ばれる地域が生まれた。minihi（fr）は、ブルトン語で修道院領を意味する。Minihi-Paol はレオン司教区の一部をなし、その中心であった。修道院領内には7つの小教区があったが、1687年に司教区の決定により、ひとつにまとめられた。Minihy du Léon（fr）は、現在のサン＝ポル＝ド＝レオン、ロスコフ、サンテックを管理していた。その後、ロスコフは1789年に、サンテックは1920年に独立した。
フランス革命時、レオン司教区の最後の司教となったジャン=フランソワ·ド·ラマルシェ（fr）は、議会により司教職を奪われ、ロンドンへの亡命を強いられた。レオン司教区は、カンペール・レオン司教区（fr）に合併された。1793年、農民らはフランス革命軍（fr）への徴兵（fr）に反対し、サン＝ポル＝ド＝レオンの戦い（fr）と呼ばれる反乱を起こした。町は共和派の軍隊に鎮圧され、弾圧を受けた。
1883年に鉄道が開通し、野菜の集約栽培が大きく発展した。1890年、サン＝ポル＝ド＝レオンはフランスで最も重要な野菜の輸出元になった。
聖ポル・オレリアン大聖堂は、トロ・ブレイスの巡礼地となっている。
2008年12月、サン＝ポル＝ド＝レオンはYa d'ar brezhoneg（日常生活におけるブルトン語使用を奨励する憲章）を批准した。

## 人口統計
| 1793年 | 1800年 | 1851年 | 1901年 | 1954年 | 1962年 | 1968年 | 1975年 |
| ------ | ------ | ------ | ------ | ------ | ------ | ------ | ------ |
| 4,832  | 5,385  | 7,059  | 7,846  | 8,585  | 8,347  | 8,044  | 8,044  |
| 1982年 | 1990年 | 1999年 | 2006年 | 2010年 | 2012年 |        |        |
| 7,462  | 7,261  | 7,121  | 7,068  | 6,904  | 6,711  |        |        |

参照元:1999年までEHESS、2000年以降INSEE

## 文化遺産
聖ポル・オレリアン大聖堂（fr）
最初の教会は9世紀にノルマン人により破壊され、現在の建物は12世紀から16世紀にかけて造られた。伝説の聖人ポル・オレリアン（fr）に捧げられたこの教会は、フランス革命までレオン司教区（fr）の司教座が置かれていた。
Kreisker 聖母礼拝堂（fr）
設立は6世紀にさかのぼる。最初の礼拝堂は9世紀にノルマン人に破壊された。現在の建物は14世紀から15世紀にかけて建設された。78mの鐘楼はブルターニュで最も高い。
聖ジョセフ礼拝堂
1846年建設。司教区の聖職者の老人福祉施設に付属する礼拝堂である。鐘楼は、以前近くにあった聖ウルスラ会修道院のものが移設された。
聖ピエール教会（fr）
14世紀から15世紀にかけて造られ、18世紀にファサードや鐘楼が再建され、19世紀に骨組みや屋根が修理された。教会に隣接する墓地を囲む壁には、16世紀と17世紀に作られた納骨堂が残る。
Boutouiller の巨石記念物
ケラングエの支石墓とも呼ばれる。サン＝ポル＝ド＝レオンに残る最後の巨石記念物。
庁舎
1706年建設。1750年に西翼が増築された。フランス革命までは司教邸として使われていた。1830年に町が買い取り、役所として使用されている。
メゾン・プリボンデイル
プティ・クロワトル広場にあるこの建物は、1530年頃に司教座聖堂参事会員のリシャールによって建てられた。建物名は、彼の肩書きが prébendes（聖職禄）に結びつくことに由来する。ファサードには、レオンの旗章であるライオンと、聖ポル・オレリアンへの敬意を示すドラゴンの飾りが見られる。
Lenn Ar Gloar の泉
壁龕の中に16世紀の聖母マリア像が置かれている。聖ポル・オレリアンの来訪の際に祝福を与えられたとされ、奇跡の泉として長い間存在していた。泉は近くの共同洗濯場にも水を提供しており、家庭用の洗濯場になる前は、リンネルの糸の漂白や食肉の洗浄のために使用された。

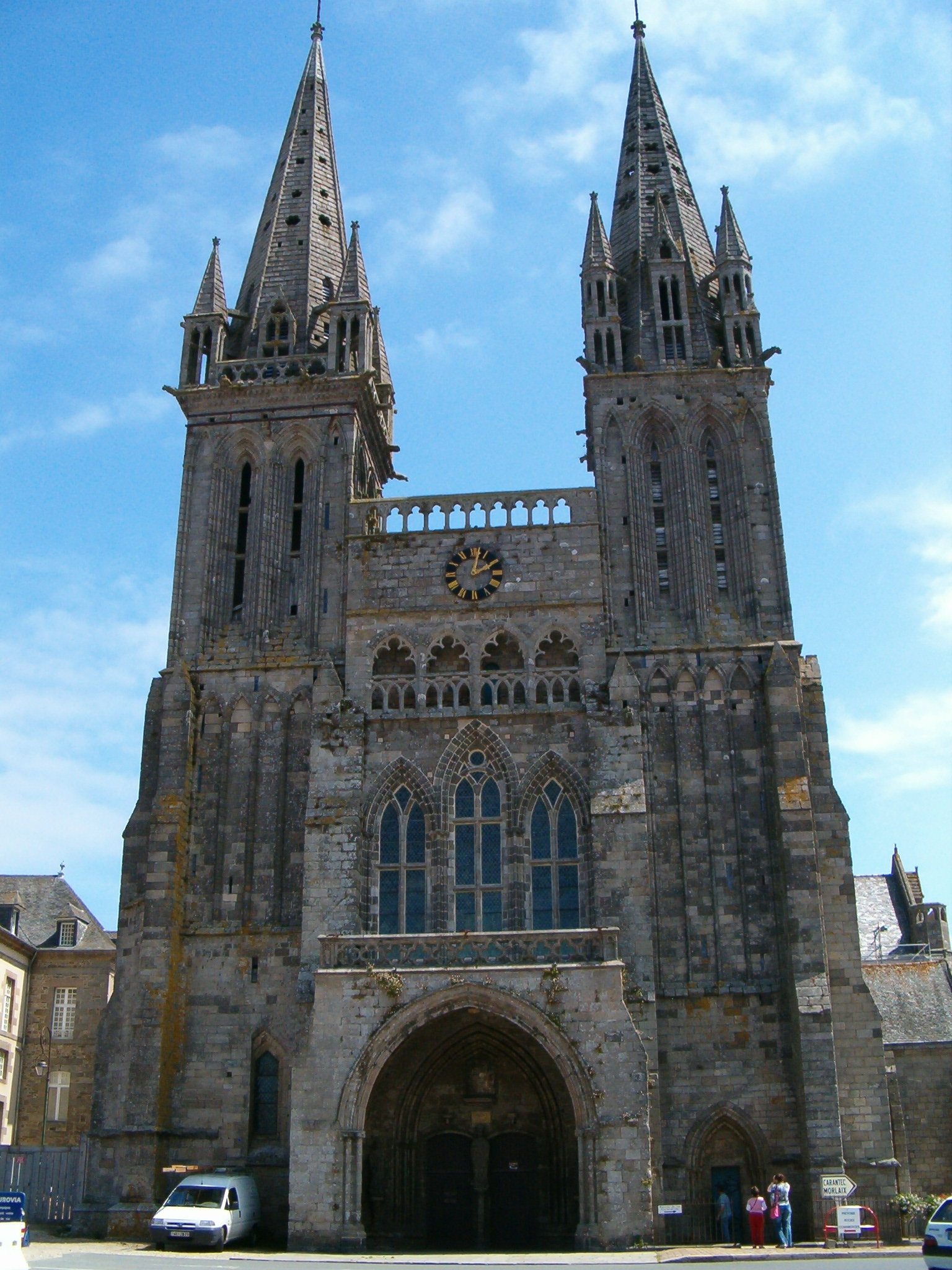
聖ポル・オレリアン大聖堂
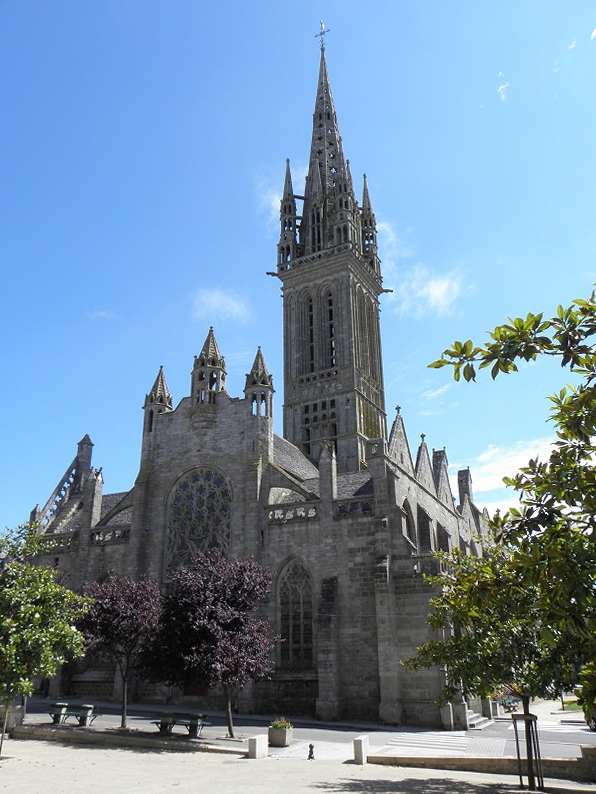
Kreisker 聖母礼拝堂
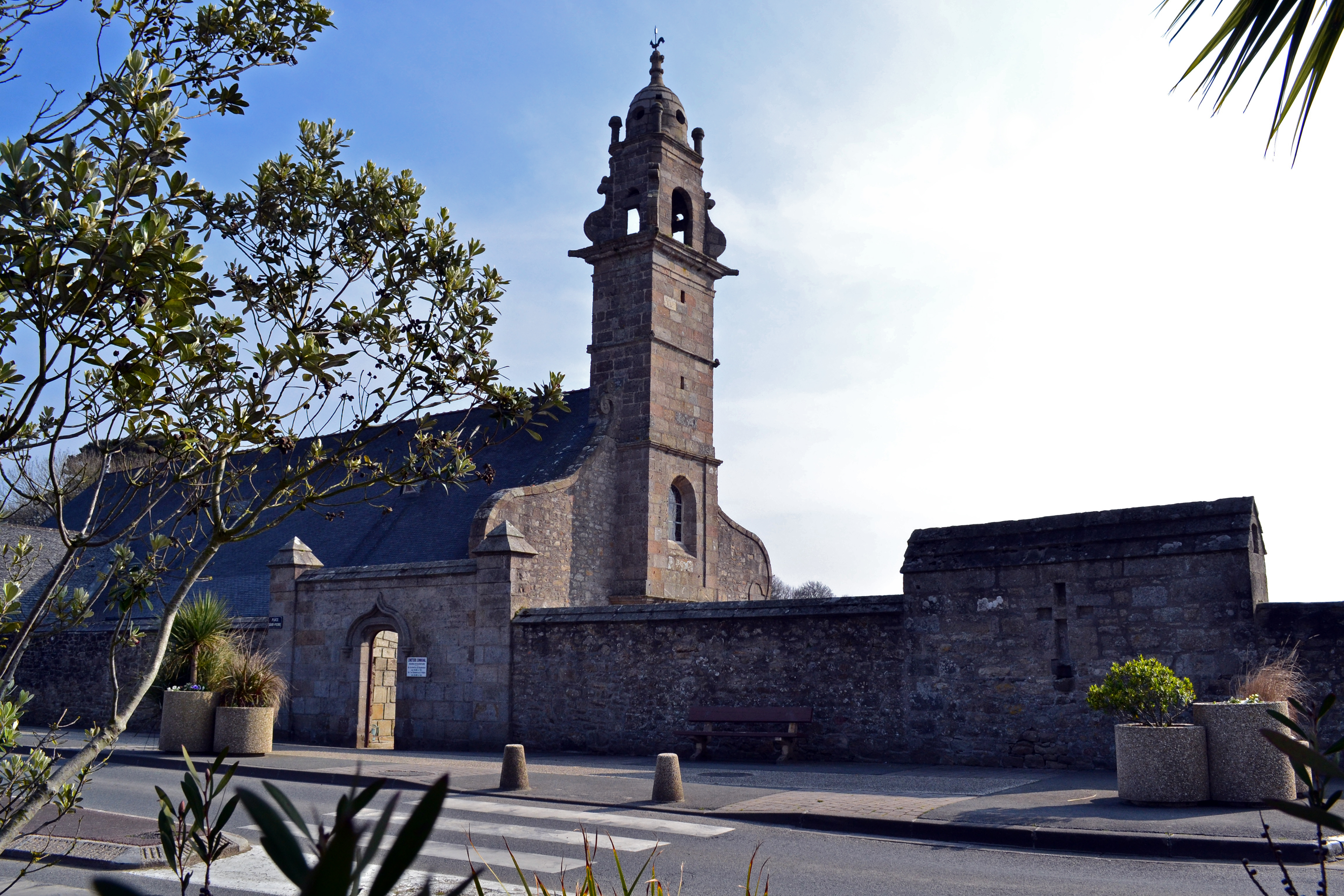
聖ピエール教会
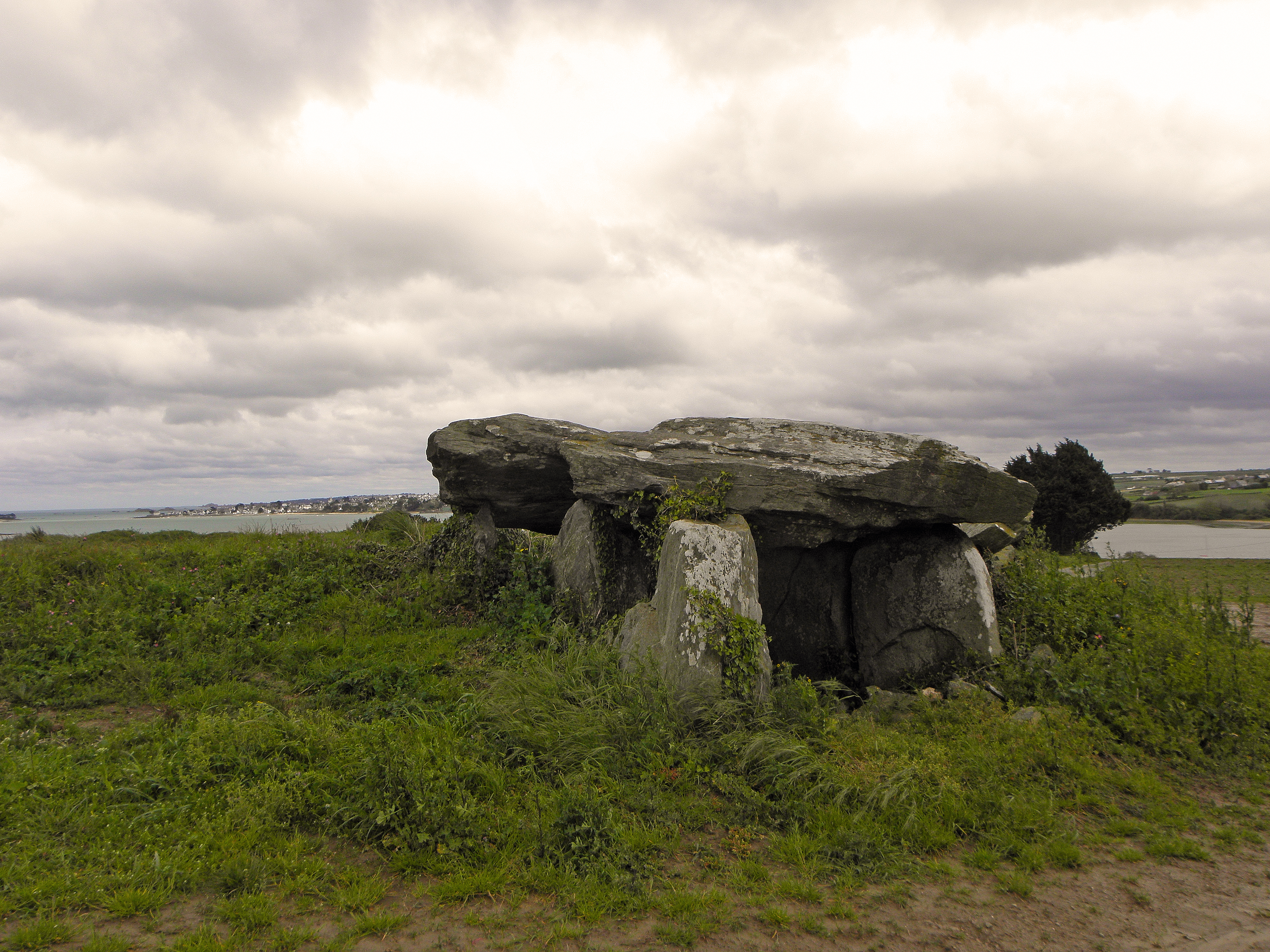
Boutouiller の巨石記念物
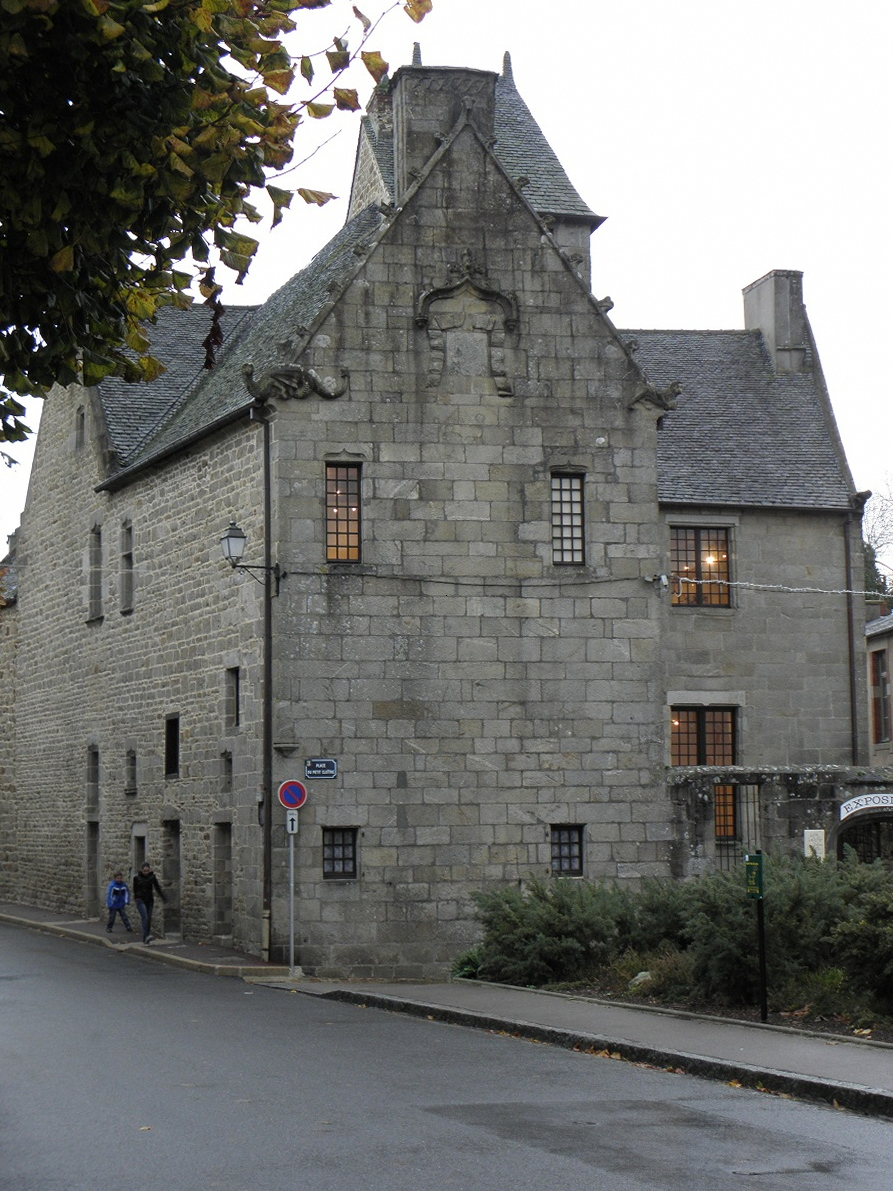
メゾン・プリボンデイル（プティ・クロワトル広場）
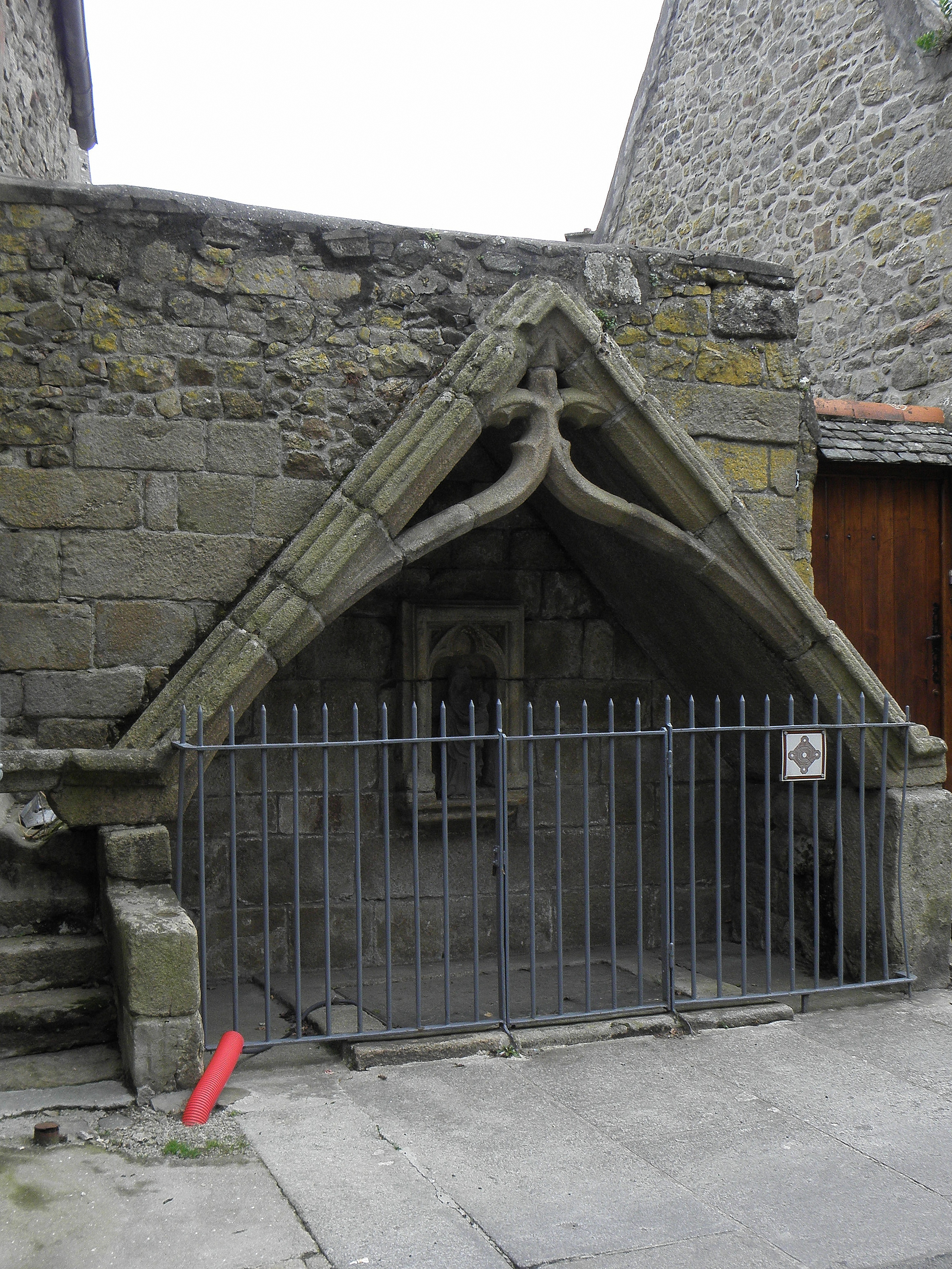
Lenn Ar Gloar の泉

## 姉妹都市
- ベニカルロ（スペイン）
- フェヒタ（ドイツ）
- ペンアルス（英語版）（イギリス）（2011年に解消[8]）

## 交通
- フランス国鉄のサン＝ポル＝ド＝レオン駅（無人駅）（fr）があり、モルレー・ロスコフ間の路線を走るTERブルターニュの列車またはバスが発着する。
- フィニステール県会が運営する長距離バス（fr）によって、ブレスト、モルレー、ロスコフと結ばれている。